# Indolenz
Indolenz (lateinisch indolentia „Unempfindlichkeit gegen Schmerz“; dolere „leiden“, auch: „schmerzen“) bedeutet Schmerzlosigkeit, Schmerzfreiheit, aber auch Gleichgültigkeit gegenüber Schmerzen im körperlichen wie auch im psychischen Sinn.
Als Indolenz bezeichnet man daher die Eigenart von Patienten, eigentlich zu erwartende Schmerzen nicht zu empfinden oder zumindest zu beachten. Indolente Patienten beachten den Fortgang einer Erkrankung oder Verletzung kaum und suchen unter Umständen erst in letzter Minute bei Unerträglichkeit ärztliche Hilfe auf.
Von Indolenz spricht man im übertragenen Sinne auch dann, wenn eine Person negativen Einwirkungen unterschiedlichster Art ausgesetzt ist (z. B. Beleidigungen, Kränkungen, Kritik, Missachtung durch andere), ohne hierauf in der zu erwartenden Weise zu reagieren (z. B. durch Aggression, Trauer, Selbstrechtfertigung, Scham usw.), meist in Zusammenhang mit Mitleids- oder Gefühllosigkeit.
Indolent dient auch zur Charakterisierung von Lymphomen (indolenter Tumor).